# 阿克塞尔·伦·斯温达尔
阿克塞尔·伦·斯温达尔（挪威語：Aksel Lund Svindal，1982年12月26日—）生于阿克什胡斯郡勒伦斯科格，是一名挪威男子高山滑雪运动员。斯温达尔的父母都从事滑雪运动，他在三岁生日那天获得父母送的滑雪板，他便从此时开始练习滑雪。他的母亲八岁时因产下其兄弟时所患的并发症而去世。
斯温达尔曾与美国高山滑雪选手朱莉娅·曼库索交往约四年，两人在2013年9月分手。2017年，斯温达尔又开始和模特Gitte Lill Paulsen交往，两人在2018年4月分手。

## 运动生涯
斯温达尔在2001年10月完成了个人的世界杯分站赛首秀。职业生涯期间，他曾七次进入世界杯总排名前三，其中两次排名第一、三次排名第二、两次排名第三。分项总排名方面，他在滑降项目有四次进入前三，超级大曲道有八次进入前三，大曲道有两次进入前三，而全能项目则仅在2006–07赛季进入前三。斯温达尔在2014年10月时左跟腱受伤，他也因此缺席了2014–15赛季世界杯所有比赛，这是他职业生涯期间唯一缺席的世界杯赛季。
斯温达尔2003年第一次参加世锦赛，2005年获得个人生涯的首枚世锦赛奖牌，2007年首次获得世锦赛冠军，他在职业生涯期间参加了八届世锦赛，共收获五枚金牌、两枚银牌和两枚铜牌，五枚金牌全部都是在2007年至2013年期间获得，他也成为历史上首位连续四届高山滑雪世锦赛上都有摘金的挪威男选手。斯温达尔运动生涯当中缺席的唯一一届世锦赛是2017年世锦赛，在该届比赛大约一个月前他因为需要治疗其膝盖半月板而放弃世锦赛以及2016–17赛季世界杯分站赛剩余的比赛。
斯温达尔一共参加了四届奥运。2006年都灵冬奥，他在自己的第一次奥运之旅中参加了全部五个单项的比赛，其中曲道项目和全能项目未能完成比赛，大曲道、超大曲道和滑降则分别获得第6名、第5名和第21名。2010年温哥华冬奥，他一共获得三枚奖牌，分别是超大曲道项目的金牌、滑降的银牌和大曲道的铜牌。2014年索契冬奥，他获选为挪威代表团开幕式旗手，比赛期间他未能获得奖牌，他在该届奥运的最好名次是滑降项目的第四名。2018年平昌冬奥，他参加了三个项目，其中滑降项目获得金牌，超大曲道项目获得第五名，而全能项目则未开始作赛，他凭借该届冬奥滑降项目的金牌取代奥地利选手馬里奧·馬特成为历史上年龄最大的高山滑雪奥运冠军。
2019年1月底，斯温达尔宣布自己将在2019年世锦赛后退役。